# Ганвайлер
Ганвайлер (нім. Hahnweiler) — громада в Німеччині, розташована в землі Рейнланд-Пфальц. Входить до складу району Біркенфельд. Складова частина об'єднання громад Баумгольдер.
Площа — 2,29 км2. Населення становить 174 ос. (станом на 31 грудня 2020).